# 프랭키 (영화)
프랭키(Frankie)는 프랑스에서 제작된 아이라 잭스 감독의 2019년 드라마 영화이다. 브렌단 글리슨 등이 주연으로 출연하였다.

## 출연

### 주연
- 브렌단 글리슨
- 마리사 토메이
- 그렉 키니어

### 조연
- 이자벨 위페르
- 비네트 로빈슨